# Toposa (langue)
Pour les articles homonymes, voir Toposa.
Le toposa est une langue nilo-saharienne de la branche des langues nilotiques parlée dans le Sud du Soudan du Sud.

## Classification
Le toposa est une langue nilo-saharienne classée dans le sous-groupe oriental des langues nilotiques. Il est proche du turkana et du karimojong.

## Phonologie
Les tableaux présentent les voyelles du toposa.

### Voyelles
|         | Antérieure  | Centrale    | Postérieure |
| ------- | ----------- | ----------- | ----------- |
| Fermée  | i [i] ɪ [ɪ] |             | u [u] ʊ [ʊ] |
| Moyenne | e [e] ɛ [ɛ] |             | o [o] ɔ [ɔ] |
| Ouverte |             | a [a] ʌ [ʌ] |             |

### Deux types de voyelles
Le toposa, comme de nombreuses langues nilo-sahariennes, différencie les voyelles selon leur lieu d'articulation. Elles sont soit prononcées avec l'avancement de la racine de la langue, soit avec la rétraction de la racine de la langue.

Les voyelles avec avancement de la racine de la langue sont [i], [e], [o], [a], [u]. 
Les voyelles avec rétraction de la racine de la langue sont [ɪ], [ɛ], [ɔ], [ʌ],  [ʊ].
Le toposa possède, de plus, une série de voyelles dévoisées qui jouent un rôle important dans la morphologie du verbe

### Une langue tonale
Le toposa est une  langue tonale.